# Rio Kitagawa
Rio Kitagawa (北川莉央, Kitagawa Rio, née le 16 mars 2004 à Tokyo au Japon) est une chanteuse et danseuse japonaise, membre de Morning Musume.

## Biographie
Elle se présente en 2019 à l'audition destinée à choisir de nouvelles chanteuses pour faire partie du groupe phare du H!P Morning Musume, et est sélectionnée en mai 2019 à un ultime stage d'entrainement en vue de la sélection finale. Le 22 juin 2019, via la chaîne Youtube officielle, elle est officiellement présentée au public comme nouvelle membre du groupe, à 15 ans, aux côtés de deux autres participantes du stage, Homare Okamura et de l'ex-membre des Hello! Pro Kenshuusei Hokkaido Mei Yamazaki, formant la "15e génération" du groupe.
Le 20 novembre 2020, elle sort son premier livre photo, intitulé First Time.
Le 6 novembre 2021, elle publie son second livre photo individuel, Rio・17th summer.
Le 10 novembre 2022, elle publie cette fois 18's Vacation, son troisième livre photo.
Le 22 juin 2023, elle ouvre un compte Instagram officiel.
Le 9 août 2023, elle publie son quatrième livre photo, Refreshing season.
Le 1er octobre 2024, elle sort son cinquième livre photo individuel, intitulé 20th proof.
Le 17 avril 2025, il est annoncé via le site du Hello! Project qu'elle prendra, à sa propre initiative, une pause d'une durée indéfinie dans ses activités, suite à une violation de son contrat. Le 13 avril, elle avait été touchée par la propagation en ligne de captures d'écran datées d'il y a deux ans, provenant d'un compte privé sur un réseau social, dans lesquelles elle se plaint ouvertement du comportement de certaines autres membres de Morning Musume. Dans un communiqué, elle s'excuse de son comportement et justifie sa décision de prendre une pause par sa volonté de réfléchir à ses actes.

## Groupes
Au sein du Hello! Project
- Morning Musume (2019–)

## Discographie

### Avec Morning Musume
Singles
- 22 janvier 2020 : KOKORO&KARADA / LOVEpedia / Ningen Kankei No way way
- 16 décembre 2020 : Junjou Evidence / Gyuu Saretai Dake na no ni
- 8 décembre 2021 : Teenage Solution / Yoshi Yoshi Shite Hoshii no / Beat no Wakusei
- 8 juin 2022 : Chu Chu Chu Bokura no Mirai / Dai Jinsei Never Been Better! / I WISH
- 21 décembre 2022 : Swing Swing Paradise / Happy birthday to Me!
- 25 octobre 2023 : Suggoi FEVER! / Wake-up Call~Mezameru Toki~ / Neverending Shine
- 14 août 2024 : Nandaka Sentimental na Toki no Uta / SaiKIYOU

Albums
- 31 mars 2021 : 16th ~That's J-POP~
- 27 novembre 2024 : 'Professionals-17th

## Filmographie
Internet
- 2019- : Hello! Project Station